# Берегитесь, девочки!
«Берегитесь, девочки!» (фр.: Méfiez-vous, fillettes!) — французский криминальный фильм 1957 года режиссёра Ива Аллегре по мотивам романа Джеймса Хедли Чейза «Мисс Каллиган впадает в печаль».

## Сюжет
Бандит Рэйвен выходит из тюрьмы, отсидев пять лет из-зп подставы главаря банды Мендетты. Он убивает Мендетту, решив занять его место. Однако, соседка Дэни Дюмон невольно стала свидетельницей этого убийства. Палмер, доверенный человек Мендетты, выдает себя за полицейского перед молодой женщиной и бандиты похищают девушку, чтобы шантажировать Рэйвена. Рэйвен не позволяет себя запугать, и начинает искать свидетельницу предполагая, что бандит держат её в одном из публичных домом. Рэйвен обнаруживает ее в тот момент, когда, только что изнасилованная, она пытается покончить с собой. Бандиты выходят на их след, убивают Райвена, но вмешательство полиции позволяет девушке спастись.

## В ролях
- Антонелла Луальди — Дени Дюмон
- Робер Оссейн — Равен
- Мишель Кордю — Фан
- Жаклин Порель — мадам Кора
- Жерар Ури — Марсель Пальмер
- Жан Гавен — Маленький Джо
- Андре Люге — Спейд
- Пьер Монди — Тонио
- Жорж Фламан — Мендетта
- Элизабет Мане — Стелла Мендетта
- Доминик Даврэ — Арлет
- Доминик Паж — Софи
- Ален Сори — Лео Дюмон
- Ролан Лезафр — Поль
- Жан Лефевр — Мац
- Раймон Жером — Жак
- Мишель Журдан — Берти
- Габриель Гобен — врач
- Жан-Клод Бриали — клиент в секс-баре
- Пьер Мира — комиссар бюро расследования
- Эвелин Рей — Одиль
- Элен Валье — консьержка

## Критика
Фильм относится к типичному французскому гангстерскому кино 50-х годов, наряду с «Не тронь добычу» (1954) Жака Беккера, «Мужские разборки» (1955) и «Облава на блатных» (1957) Жюля Дассена.
Кинокритик Жан де Барончелли в газете «Le Monde» негативно отозвался о фильме, отметив, что даже такой режиссёр как Ив Аллегре не смог возродить жанр, также Абрахам Вейлер в реценизии в газете «New York Times» писал, что «это просто мрачный, лишенный вдохновения фильм» содержащий «предсказуемую серию приключений о крутом, угрюмом, немногословном бандите».

## Рецензии
- Jean de Baroncelli — Méfiez-vous, fillettes… // Le Monde, 10 juillet 1957
- A. H. Weiler — Screen: French Import; 'Young Girls Beware' Opens at 55th Street // New York Times, Aug. 22, 1959